# Wong Choon Wah
Wong Choon Wah (Shah Alam, 31 de marzo de 1947 - Kuala Lumpur, 31 de enero de 2014) fue un jugador de fútbol malasio que jugaba en la demarcación de centrocampista.

## Trayectoria
Wong Choon Wah debutó como futbolista en 1968 con el Selangor FA malayo a los 21 años de edad. Ganó con el club la Copa de Malasia en tres ocasiones. Jugó en el club durante cuatro años antes de marcharse al South China AA de Hong Kong. Allí ganó la Primera División de Hong Kong, la liga más importante del país, en 1972 y 1974. Finalmente volvió al Selangor FA donde ganó de nuevo la Copa de Malasia en otras tres ocasiones. Finalmente se retiró como futbolista en 1978 a los 31 años de edad.
Wong Choon Wah falleció la mañana del 31 de enero de 2014 en Kuala Lumpur a los 66 años de edad tras sufrir un ataque al corazón.

## Selección nacional
Wong Choon Wah jugó un total de siete partidos con la selección de fútbol de Malasia. Fue convocado por primera vez en 1970, pero no debutó con la misma hasta 1972 para jugar en los Juegos Olímpicos de Múnich 1972, siendo eliminado en la primera fase al quedar tercero en la fase de grupos en el grupo A, llegando a jugar los tres partidos que jugó su selección en las olimpiadas. Dos años más tarde jugó los Juegos Asiáticos de 1974, donde ganó la medalla de bronce. Cuatro años más tarde jugó la Clasificación para la Copa Mundial de Fútbol de 1978, jugando cuatro partidos, pero quedando fuera del mundial.

## Clubes
| Club           | País      | Año         |
| -------------- | --------- | ----------- |
| Selangor FA    | Malasia   | 1968 - 1972 |
| South China AA | Hong Kong | 1972 - 1974 |
| Selangor FA    | Malasia   | 1974 - 1978 |

## Palmarés

### Campeonatos nacionales
| Título                        | Club           | País      | Año  |
| ----------------------------- | -------------- | --------- | ---- |
| Copa de Malasia               | Selangor FA    | Malasia   | 1968 |
| Copa de Malasia               | Selangor FA    | Malasia   | 1969 |
| Copa de Malasia               | Selangor FA    | Malasia   | 1971 |
| Copa de Malasia               | Selangor FA    | Malasia   | 1972 |
| Copa de Malasia               | Selangor FA    | Malasia   | 1975 |
| Copa de Malasia               | Selangor FA    | Malasia   | 1976 |
| Primera División de Hong Kong | South China AA | Hong Kong | 1972 |
| Primera División de Hong Kong | South China AA | Hong Kong | 1974 |